# (7984) Marius
Marius ist ein Asteroid des mittleren Hauptgürtels, beobachtet am 29. September 1980 von Zdeňka Vávrová am Kleť-Observatorium (Hvězdárna Kleť) (IAU-Code 046) in Südböhmen auf dem Kleť in der Nähe der Stadt Český Krumlov.
Anlässlich des 400. Jubiläums von Simon Marius’ Hauptwerk Mundus Iovialis von 1614 benannte ihn am 16. März 2014 das zuständige Komitee der IAU von 1980 SM in (7984) Marius um. Der Name erinnert an den Ansbacher Mathematiker und Hofastronomen, der am 8. Januar 1610greg. die Jupitermonde entdeckte – einen Tag nach Galileo Galilei und unabhängig von ihm.
Auf seiner stabilen, elliptischen Bahn umläuft der Asteroid die Sonne in 4 Jahren und 99 Tagen. Dabei kommt er der Erde minimal 166 Mio. km nahe. Zu günstigen Oppositionszeiten liegt seine scheinbare Helligkeit unter 17,5 mag. Helligkeitsänderungen von 0,2 bis 0,3 mag im Verlauf weniger Stunden deuten auf eine leicht längliche Gestalt hin. Die Kombination aus Helligkeitsuntersuchungen und radiometrischer Analyse der Infrarotstrahlung belegt einen Durchmesser von etwa 10 km und ein geringes Rückstrahlvermögen von 6 %, das sich mit seiner kohligen Oberfläche erklärt. Die Daten lassen eine Fallbeschleunigung in der Größenordnung von 3 mm/s² erwarten.

## Darstellung

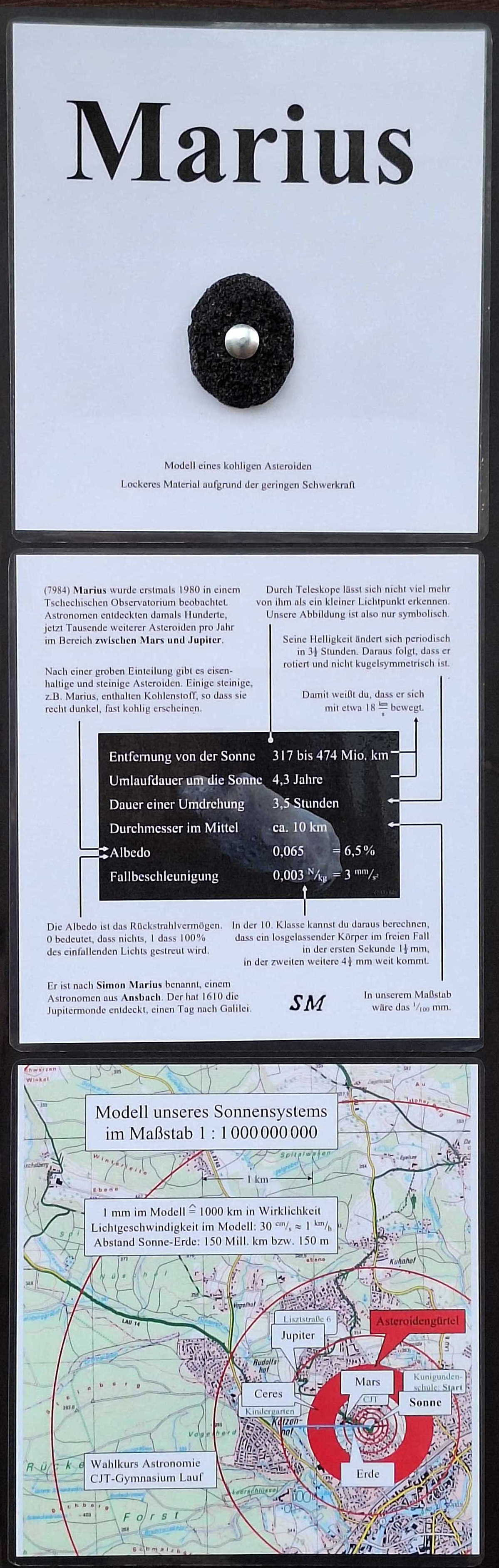
Tafel des Asteroiden (7984) Marius im Planetenweg Lauf a.d. Pegnitz

Marius wird im Planetenweg in Lauf an der Pegnitz als Beispiel für ein Objekt des Asteroidengürtels präsentiert und mit einem kohligen Chondriten verglichen.